# De Hempensermeerpolder
De Hempensermeerpolder was een klein waterschap in de gemeente Idaarderadeel in de Nederlandse provincie Friesland.
Het waterschap werd opgericht in 1890 en bestond uit het gebied van de in 1784/1785 drooggemalen Hempensermeer. In 1971 werd als gevolg van de aanleg van de weg Leeuwarden-Drachten het naburig waterschap De Hond in twee delen gesplitst. Een deel van 8 ha werd bij De Hempensermeerpolder gevoegd.
Het gebied van het voormalige waterschap maakt sinds 2004 deel uit van het Wetterskip Fryslân.